# Звежинець (Красноставський повіт)
Звежинець (пол. Zwierzyniec) — село в Польщі, у гміні Сенниця-Ружана Красноставського повіту Люблінського воєводства.
Населення — 57 осіб (2011).
У 1975-1998 роках село належало до Холмського воєводства.

## Демографія
Демографічна структура станом на 31 березня 2011 року:
|          | Загалом | Допрацездатний вік | Працездатний вік | Постпрацездатний вік |
| -------- | ------- | ------------------ | ---------------- | -------------------- |
| Чоловіки | 28      | 6                  | 17               | 5                    |
| Жінки    | 29      | 4                  | 16               | 9                    |
| Разом    | 57      | 10                 | 33               | 14                   |